# Caroline Evers-Swindell
Caroline Frances Evers-Swindell (Hastings, 10 ottobre 1978) è una canottiera neozelandese.
È alta 179 cm e pesa 80 kg. Gareggia nel 2 di coppia con la sorella gemella Georgina Evers-Swindell. Nel novembre 2005 lei e la sorella sono state nominate Equipaggio di canottaggio femminile dell'anno dalla Federazione Internazionale Canottaggio (FISA).
Nel 2001 ha vinto la medaglia d'argento ai campionati del mondo nel 2 di coppia e nel 4 di coppia. Con la sorella ha vinto la medaglia d'oro ai campionati del mondo del 2002 e 2003 nel 2 di coppia. Sempre con la sorella, ha vinto nel 2004 la medaglia d'oro alle Olimpiadi.
Nel 2002 ha battuto il record dei 2000 metri di canottaggio indoor, col tempo di 6 minuti e 28,5 secondi, battendo di 2,1 secondi il record precedente.
Nel 2016 è stata insignita insieme alla sorella della medaglia Thomas Keller.

## Palmarès
- Olimpiadi

Atene 2004: oro nel 2 di coppia.
Pechino 2008: oro nel 2 di coppia.
- Campionati del mondo di canottaggio

2001 - Lucerna: argento nel 2 di coppia e nel 4 di coppia.
2002 - Siviglia: oro nel 2 di coppia.
2003 - Milano: oro nel 2 di coppia.
2005 - Kaizu: oro nel 2 di coppia.
2006 - Eton: bronzo nel 2 di coppia.
2007 - Monaco di Baviera: argento nel 2 di coppia.